# قصر (رمان)
قصر (به آلمانی: Das Schloss) رمانی است که توسط فرانتس کافکا، نویسندهٔ اهل چکسلواکی نوشته شده‌است.
این رمان هم از نظر حجم و هم از نظر اعتبار بزرگترین کار فرانتس کافکا به‌شمار می‌آید. این رمان که مثل سایر آثار کافکا به زبان آلمانی نوشته شده‌است، رمانی است ناتمام که مرگ زودهنگام او در چهل و یک سالگی (۱۹۲۴) به او این فرصت را نداد تا آن را به پایان برساند.
قصر در شکل کنونی اش در ۲۰ فصل نگارش یافته‌است که فصل پایانی همان فصل ناتمام مانده‌است؛ از روی نشانه‌هایی می‌توان حدس زد که احتمالاً همان فصل بیستم می‌بایست آخرین فصل باشد و رمان بعد از آن چندان ادامه نمی‌یافته‌است.

## داستان
داستان از آنجایی آغاز می‌شود که ک. (K) شباهنگام وارد دهکده‌ای می‌شود که قصر در بالایِ آن واقع شده است. مالکِ قصر شخصی به نامِ گراف وِست‌وِست(graf westwest)است که البته در خودِ رمان هیچ نشانه‌ای از وی و درونِ قصر در دسترس نیست. ک. به مهمانخانه‌ای پناه می‌برد تا در آنجا استراحت کند اما پسرِ مباشرِ قصر می‌خواهد او را از آنجا براند. چرا که طبقِ قانونِ قصر هر کس بخواهد وارد دهکده شود یا در آنجا بماند، می‌بایست از قصر اجازه گرفته باشد.
ک. مدّعی می‌شود که شغلش مسّاحی است و با درخواست خودِ قصر به آنجا آمده‌است. پس از زنگ زدن ابتدا این ادعا تکذیب شده و سپس تأیید می‌گردد؛ در واقع قصر شفاهاً ک. را به مسّاحی می‌پذیرد.
ک. از صبحِ فردای آن روز در پی آن است تا هر طور شده به قصر برود و (گویا) شرح وظایفش را بپرسد و مشغول کار شود؛ امّا هرچه می‌کوشد، نمی‌تواند راهی به سمتِ قصر پیدا کند. تمامِ راه‌ها نه به سمتِ قصر که به سمتِ خودِ دهکده برمی‌گردند.
ک. در روز دوم گرفتار عشق و عشوهٔ فریدا - دختری که در "مهمان خانهٔ آقایان" - می‌شود و با او رابطه برقرار می‌کند و قرار می‌شود که با هم ازدواج کنند. از اینجا به بعد، تک تک فصل‌های رمان این سو و آن سو رفتن‌ها و دویدن‌ها و بحث کردن‌های ک. است تا با اهالی دهکده، برخی آقایان یا سران قصر تا ارتباطی بیابد و از روزنه‌ای به قصر وارد شود.
او در آغاز می‌فهمد که فریدا معشوقهٔ کلام (Klamm) است و اینکه او فریدا را از آن خود کرده به نوعی رقابت با کلام یا روی دست او بلند شدن است حال آنکه همین کلام رئیس دیوان عالی قصر است. ک. یکسره تلاش می‌کند با هر واسطه‌ای شده پیام خود را به کلام برساند یا از او قرار ملاقات بگیرد یا سر راهش بایستد تا بتواند به نوعی خود را به قصر و سران اصلی آن برساند یا حتی خود را بر آن‌ها تحمیل کند.
مردم دهکده هر چه به او می‌گویند که ادعای او مبنی بر ملاقات با کلام یا ورود به قصر بی‌اساس و نشدنی است به گوشش نمی‌رود و با منطق و اندیشهٔ او که بسیار با نگاه و منطق اهالی دهکده تفاوت دارد، جور در نمی‌آید.
در چندین فصل هر بار یک نفر می‌خواهد ک. را با دهکده، مردمش، تاریخچه اش، قصر، بزرگان آن، و ... آشنا کند و ک. مدام با آن‌ها مشاجره و اختلاف دارد و به نظرش بسیاری از چیزهایی که آن‌ها می‌گویند و می‌اندیشند به کلی نادرست و بی منطق است.
درنهایت می‌بینیم که گویی خود ک. هم مثل مردم دهکده شده و دارد همان باورهارا نسبت به قصر و آقایانش پیدا می‌کند.

## بازخورد
از آنجا که رمان قصر ناتمام مانده جای حرف و حدیث بسیاری پیدا کرده‌است، حتی برخی همین ناتمام بودن را فرجام درست این کتاب به‌شمار می‌آورند.
واژهٔ قصر (Das Schloss) در زبان آلمانی علاوه بر قصر معنای قفل هم می‌دهد. معادل دیگر قصر در فارسی بسته‌دژ هم ترجمه شده. معادل انگلیسی آن The Castle و فرانسوی آن Le Château است.
تفسیرها فراوان و گاه ضد و نقیض از این اثر شده‌است.
۱. برخی آن را انتقادی از دیوانسالاری می‌دانند
۲. برخی آن را دینی - الهی تعبیر می‌کنند و قصر را محکمهٔ اسرارآمیز الهی (مقام قدسی) می‌دانند
۳. برخی دیگر از دیدی روانکاوانه آن را ناتوانی ارتباط برقرار کردن کافکا با پدرش (قدرت) می‌دانند
۴. برخی آن را برآمده از رابطهٔ کافکا با میلنا یزنسکا و برهم خوردن آن می‌دانند
۵. برخی دیگر آن را دروغ و تحمیل یک فرد یا نهاد بر یک جمع یا نهادی دیگر می‌دانند (تحمیل واقعیت دروغین بر حقیقت)

## ترجمه به فارسی
رمان قصر را نخست جلال الدین اعلم در سال ۱۳۷۳ از روی نسخه‌های انگلیسی و فرانسوی به فارسی برگردانده که توسط انتشارات نیلوفر منتشر شده‌است. علی اصغر حداد هم ترجمهٔ جدیدی مستقیماً از روی نسخه آلمانی ارائه داده است که توسط انتشارات ماهی منتشر شد.
رمان تصویری یا کمیک بوک قصر توسط نشر سپاس با ترجمه شهناز ایلدرمی در مهر ماه 1397 منتشر شد.